# Пєвцов Ростислав Олегович
Ростислав Олегович Пєвцов (15 квітня 1987, Харків, Українська РСР) — український і азербайджанський тріатлоніст. Чемпіон світу з акватлону. Чемпіон Європи в естафеті. Учасник Олімпійських ігор у Ріо-де-Жанейро, Токіо і Парижі.

## Біографічні відомості
Вихованець харківської спортивної школи. У складі збірної України став чемпіоном Європи в естафеті. З 2013 року захищає кольори Азербайджану. Став першим тріатлоністом цієї країни на Олімпійських іграх.

## Досягнення
- Чемпіон світу з акватлону (1): 2019
- Чемпіон Європи в естафеті (1): 2009
- Срібний призер чемпіонату Європи в спринті (1): 2016
- Бронзовий призер чемпіонату Європи в спринті (1): 2019
- Бронзовий призер Європейських ігор (1): 2015

## Статистика
Статистика виступів на Олімпійських іграх:
| Дата       | Назва турніру    | Місто          | Місце | Час      | Примітки |
| ---------- | ---------------- | -------------- | ----- | -------- | -------- |
| 18.08.2016 | Олімпійські ігри | Ріо-де-Жанейро | 39    | 01:52:06 |          |
| 26.07.2021 | Олімпійські ігри | Токіо          | 41    | 01:50:46 |          |
| 31.07.2024 | Олімпійські ігри | Париж          | 43    | 01:50:36 |          |

Статистика виступів у світовій чемпіонській серії:
| Дата | Назва турніру | Місце | Очки | Примітки |
| ---- | ------------- | ----- | ---- | -------- |
| 2010 | Світова серія | 99    | 161  |          |
| 2011 | Світова серія | 87    | 205  |          |
| 2012 | Світова серія | 81    | 450  |          |
| 2013 | Світова серія | 99    | 199  |          |
| 2014 | Світова серія | 34    | 1004 |          |
| 2015 | Світова серія | 21    | 1553 |          |
| 2016 | Світова серія | 38    | 964  |          |
| 2017 | Світова серія | 27    | 1309 |          |
| 2018 | Світова серія | 29    | 1272 |          |
| 2019 | Світова серія | 51    | 476  |          |

Перемоги в окремих міжнародних турнірах:
| Дата       | Назва турніру               | Місто       | Місце | Час      | Примітки                            |
| ---------- | --------------------------- | ----------- | ----- | -------- | ----------------------------------- |
| 02.07.2009 | Чемпіонат Європи (естафета) | Голтен      | 1     | 00:25:13 | партнери: Пристайко, Дереза, Сюткін |
| 09.08.2014 | етап Кубка світу            | Тисауйварош | 1     | 00:53:58 |                                     |
| 14.03.2015 | етап Кубка Африки           | Хургада     | 1     | 01:54:59 |                                     |
| 26.03.2017 | етап Кубка Європи           | Лас-Пальмас | 1     | 01:50:42 |                                     |
| 15.04.2017 | етап Кубка Африки           | Рабат       | 1     | 00:57:28 |                                     |
| 21.10.2017 | етап Кубка Азії             | Гонконг     | 1     | 00:56:39 |                                     |
| 06.05.2018 | етап Кубка світу            | Сичуань     | 1     | 00:28:18 |                                     |
| 02.05.2019 | Чемпіонат світу з акватлону | Понтеведра  | 1     | 00:28:52 |                                     |
| 19.10.2019 | етап Кубка Європи           | Фуншал      | 1     | 00:52:00 |                                     |
| 05.06.2021 | етап Кубка Європи           | Дніпро      | 1     | 00:51:20 |                                     |
| 23.10.2022 | етап Кубка Африки           | Танжер      | 1     | 00:53:03 |                                     |